# Ranunculus paishanensis
Ranunculus paishanensis Kitag. – gatunek rośliny z rodziny jaskrowatych (Ranunculaceae Juss.). Występuje endemicznie w Chinach, w południowej części prowincji Jilin. 

## Morfologia
PokrójBylina o lekko owłosionych pędach. Dorasta do 10–70 cm wysokości.
LiścieSą trójdzielne. W zarysie mają kształt od prawie nerkowatego do pięciokątnego. Mierzą 1–4,5 cm długości oraz 1,5–5,5 cm szerokości. Nasada liścia ma sercowaty kształt. Brzegi są ząbkowane. Ogonek liściowy jest lekko owłosiony i ma 2,5–23 cm długości.
KwiatySą zebrane w wierzchotki. Pojawiają się na szczytach pędów. Mają żółtą barwę. Dorastają do 10–16 mm średnicy. Mają 5 eliptycznie owalnych działek kielicha, które dorastają do 3–6 mm długości. Mają 5 owalnych płatków o długości 6–8 mm.
OwoceNagie niełupki o odwrotnie jajowatym kształcie i długości 2 mm. Tworzą owoc zbiorowy – wieloniełupkę o półkulistym kształcie i dorastającą do 3–5 mm długości.

## Biologia i ekologia
Rośnie na terenach skalistych, łąkach i trawiastych zboczach. Występuje na wysokości od 1400 do 2500 m n.p.m. Kwitnie od lipca do sierpnia. 